# Adolf Herschmann
Adolf Herschmann (ur. 6 kwietnia 1895) – austriacki zapaśnik walczący w stylu klasycznym. Olimpijczyk z Paryża 1924, gdzie zajął piąte miejsce w wadze koguciej.
Szósty na mistrzostwach świata w 1920 roku.

## Letnie Igrzyska Olimpijskie 1924
| Konkurencja          | Rundy eliminacyjne   | Rundy eliminacyjne      | Rundy eliminacyjne  | Rundy eliminacyjne | Rundy eliminacyjne      | Klas. końcowa |
| Konkurencja          | Przeciwnik I         | Przeciwnik II           | Przeciwnik III      | Przeciwnik IV      | Przeciwnik V            | Miejsce       |
| -------------------- | -------------------- | ----------------------- | ------------------- | ------------------ | ----------------------- | ------------- |
| 58 kg styl klasyczny | Mazhar Çakin (TUR) Z | Georg Gundersen (DEN) Z | Jan Bozděch (TCH) Z | Théo Kueny (FRA) Z | Sigfrid Hansson (SWE) P | 5.            |